# Джеррі Сігел
Джером Сігел ([ˈsiːɡəl]; 17 жовтня 1914 — 28 січня 1996), який також використовував псевдоніми, включно з Джо Картер і Джеррі Есс, — американський сценарист книги коміксів. Його найвідомішим творінням є персонаж DC Comics Супермен, якого він створив у співпраці зі своїм другом Джо Шустером.
Його було включено (з Шустером посмертно) до Зали слави книг коміксів Вілла Ейснера індустрії книг коміксів 1992 року та Зали слави Джека Кірбі 1993 року.

## Життєпис

### Раннє життя
Джеррі Сігел народився 17 жовтня 1914 року у Клівленді, Огайо, у єврейській родині. Його батьками були єврейські іммігранти, котрі прибули до Нью-Йорка 1900 року, втікши від антисемітизму у своїй рідній Литві. Його батько народився під іменем Міхель Янкель Сегаловіч, а мати — Сора Мейта Хайкелс, але вони змінили свої імена на Майкл і Сара Сігел після переїзду до Америки. Джеррі був останнім із шести дітей (Ізабель, Лео, Мінерва, Рослін і Гаррі). Його батько був кравцем і володів крамницею одягу. 2 червня 1932 року батько Джеррі зазнав нападу грабіжника у своїй крамниці та помер від серцевого нападу. Мати Джеррі померла від серцевого нападу 17 серпня 1941.
Сігелові родина переїхала до єврейського нейборгуду Гленвіля 1928 року. Він закінчив Гленвільську вищу школу у Клівленді, Огайо. У віці близько 16 років, бувши у Гленвілі, він потоваришував з Джо Шустером. Сігел описував свою дружбу з таким же сором'язливим і в окулярах Шустером: «Коли Джо та я вперше зустрілися, це було немов правильні хімікати збираються разом». Вони поділяли любов до наукової, пригодницької фантастики та фільмів.
Сігел закінчив вищу школу у червні 1934 року.

### Рання робота на DC Comics (1935—1943)
Не у змозі дозволити собі коледж, він працював на різних роботах із доставки, весь час шукаючи видавців. Улітку 1935 року, досі мешкаючи у Клівленді, він і Шустер почали продавати книги коміксів National Allied Publications, первинному попереднику DC Comics, у Нью-Йорку.
Сігел і Шустер розвивали Супермена з 1933 року, сподіваючись продавати його як синдиковану газетну шпальту коміксу. Але за роки безплідних прохань синдикатів Сігел і Шустер погодилися видавати Супермена у книзі коміксів. У березні 1938 року вони продали всі права на Супермена видавцеві книг коміксів Detective Comics, Inc., іншому попереднику DC, за $130.
Сігел і Шустер згодом пошкодували про своє рішення продати Супермена після того, як він став навдивовижу успішним. DC Comics тепер володіло персонажем і пожинали роялті. Тим не менше, DC Comics зберегли Сігела та Шустера на посаді головного сценариста та художника коміксів про Супермена, і їм добре платили, оскільки вони були популярними в читачів. Наприклад, 1942 року вони разом заробили $63776,46. Сігел придбав собі будинок в Університетських висотах і автомобіль.
Сігела було призвано до Армії США 28 червня 1943 року. Його службовим номером був 35067731. Він навчався у форті Джорджа Дж. Міда на «механіка двигуна літака, редактора фільмів, монтажера кінофільмів, людина зі зв'язків з громадськістю чи драматурга (сценариста кінофільмів) чи репортера». Його було розміщено в Гонолулу, де його призначили на роботу сценариста військової газети Stars and Stripes. Він зосередився переважно на комедійних колонках. Сігела було звільнено 21 січня 1946 року у званні техніка 4-го розряду.

### Повоєнна кар'єра (1946—1959)
Протягом служби на Гаваях Сігел дізнався від свого друга Шустера, що DC Comics видали оповідання за участю дитячої версії Супермена на ім'я «Суперхлопчик», заснованої на непроданому Сігеловому оповіданні. Оскільки DC Comics ніколи не купував авторські права на Суперхлопчика у Сігела, Сігел подав до суду на DC Comics за права на Суперхлопчика. Сігел і Шустер також одночасно подали до суду за права на Супермена. При завершенні судового розгляду Сігел і Шустер погодилися відмовитися від авторських прав і на Супермена, і на Суперхлопчика в обмін на виплату трохи більше $94000. Сігелові документи про розлучення 1948 року припускають, що він лишився з $29000 після виплати своїх судових зборів, але до врегулювання розлучення.
Після війни Сігел переїхав до Нью-Йорка.
Між 1937 і 1947 роками (тобто протягом тривалості їхнього контракту), Сігел і його друг Шустер разом заробили понад $400000, поки працювали на DC Comics.
Після залишення DC Comics наприкінці 1947 року Сігел і Шустер створили комедійного супергероя Фаннімена, який виявився неуспішним. Це було їхньою останньою співпрацею. Сігел потім узяв позаштатні роботи сценаристом. До деяких із них належать газетні шпальти «Tallulah», «Lars of Mars» і «G.I. Joe». Видавець Ziff Davis найняв його на посаду редактора книг коміксів 1951 року, але його підрозділ коміксів закрився менш ніж за рік у справі. Сігел ніколи не знаходив постійної роботи та впав у важкі часи. До 1959 року він із родиною мешкав в однокімнатній квартирі у Грейт-Нек, Лонг-Айленд, і боровся за сплату рахунків.

### Повернення до DC (1959—1965)
Сігел повернувся до DC Comics 1959 року за порадою другої дружини. Хоча він писав деякі оповідання про Супермена, він більше не мав жодного творчого контролю, але натомість відповідав напрямку його редактора. Протягом цього часу він широко писав про команду Легіон супергероїв, додавши багатьох витривалих персонажів до її складу. Внесок Сігела за цей час важко визначити, оскільки DC Comics загалом не давало підписів творця. Його останньою роботою для DC було коротке оповідання, включене до Приятеля Супермена Джиммі Олсена № 89 (грудень 1965). DC Comics припинило давати йому роботу 1966 року, коли компанія дізналася, що Сігел і Шустер планували другий судовий позов для відшкодування авторських прав на Супермена. Він утратив той позов.
Сігел знову впав у важкі фінансові часи після того другого звільнення через нездатність знайти регулярну роботу сценаристом. 1975 року, почувши, що Warner Bros. виробляли фільм Супермен, Сігел попередив пресу про свої умови. У відповідь Warner Bros погодилися дати Сігелові та Шустерові довічну стипендію $20000 на рік, пізніше піднявши до $30000, в обмін на відсутність оскаржень власності авторських прав на Супермена[джерело?].

### Смерть
Сігел помер 28 січня 1996 року від серцевого нападу. Він роками страждав на серцеві захворювання та переніс коронарне шунтування[джерело?].

## Кар'єра сценариста

### Шкільні роки
Сігел писав для шкільної новинної газети «The Glenville Torch». Однією з його відомих робіт для тієї газети була пародія на Тарзана «Goober the Mighty». Джозеф Шустер надав ілюстрації деяким Сігеловим оповіданням про Губера. Це було їхньою першою відомою співпрацею як сценариста та художника.
Сігел також самовидавався у фензині «Science Fiction: The Advance Guard of Future Civilization». У третьому номері цього фензину він опублікував коротке оповідання «Панування Супермена» під псевдонімом «Герберт С. Файн». Оповідання про волоцюгу на ім'я Білл Данн, який отримує величезні психічні сили після прийому експериментального наркотику. Данн потім називає себе «Супермен» і починає зловмисно використовувати свої сили.
1933 року Сігел і Шустер разом почали робити аматорські шпальти коміксів. Вони самовидавали свої роботи у фензині «Popular Comics».

### DC Comics
Сігел і Шустер почали працювати на DC Comics (тоді відомої як National Allied Publications) 1935 року. Сігелові кар'єру сценариста було перервано у червні 1943 року, коли його призвали до Армії, хоча він продовжував отримувати кредит за оповідання, написані «літературними неграми». Після свого звільнення він подав до суду на DC Comics за права на Супермена та Суперхлопчика, і згодом більше не мав позаштатної роботи від видавця. 1959 року він повернувся до DC на посаду сценариста та знову був звільнений 1967 року, коли знову намагався повернути авторські права на Супермена .
Протягом першого перебування на посаді в DC Comics (1935—1943) Сігел створив наступних персонажів:
- Генрі Дувал — французький головоріз, уперше з'явився в New Fun Comics[en] № 6 (жовтень 1935), тривав лише кілька епізодів
- Доктор Оккульт[en] — паранормальний слідчий, тривав з «New Fun Comics» № 6 (жовтень 1935) до № 32 (червень 1938)
- Радіозагін — поліцейський серіал, тривав протягом 1936—1943 у «New Fun Comics»
- Слем Бредлі[en] рукопашний вігілант
- Шпигун — серіал за участю мандрівного слідчого Барта Регана та його помічниці Саллі Норріс, тривав з Detective Comics № 1 (березень 1937) і закінчився в номері № 83 (січень 1944)
- Супермен — костюмований вігілант із надлюдською силою, вперше з'явився в «Action Comics» № 1[en] (обкладинку датовано[en] червнем 1938)
- Суперхлопчик[en] — дитяча версія Супермена, вперше з'явився в «More Fun Comics» № 101 (без згоди Сігела)
- Спектр[en] — примарний месник, уперше з'явився в «More Fun Comics» № 52 (лютий 1940)

Протягом другого перебування на посаді в DC Comics (1959—1966) Сігел створив наступних персонажів:
- Підстрибуючий хлопчик[en] — член Легіону супергероїв
- Брейніак 5[en] — член Легіону супергероїв
- Космічний король[en] — супротивник Легіону супергероїв
- Дубльована дівиця[en] — член Легіону супергероїв
- Невидима дитина — член Легіону супергероїв
- Пожирач матерії[en] — член Легіону супергероїв
- Володар блискавок — супротивник Легіону супергероїв
- Фантомна дівчина — член Легіону супергероїв
- Хлопчик-хамелеон[en] — член Легіону супергероїв
- Королева Сатурна[en] — супротивниця Легіону супергероїв

Протягом другого перебування на посаді сценариста DC Comics Сігел не отримав жодного підпису за свої оповідання, що було звичайною політикою DC Comics того часу.

### Фаннімен
Сігел і Шустер задумували клоунського супергероя Фаннімена, поки вони все ще працювали в DC Comics. Вони очікували зниження популярності загальноприйнятих супергероїв і думали, що комедійний гібридний супергерой матиме стійкий потяг. На відміну від інших створених ними персонажів, Сігел і Шустер були налаштовані зберегти авторські права на Фаннімена. Це було неприйнятно для DC Comics, тому вони натомість уклали угоду з Magazine Enterprises видавничою компанією книг коміксів, яка належить Віну Саллівану. Серія «Funnyman» закінчилася за шість номерів, і подальша газетна шпальта також не була успішною. Це було останньою співпрацею Сігела та Шустера. До цього часу зір Шустера погіршився до того, що він не міг працювати.

### Marvel Comics
Сігел уперше працював на Marvel 1963 року під псевдонімом «Джо Картер». Спільно зі Стеном Лі він створив лиходія Плентмена («Strange Tales» № 113). Він також написав рису «Людина-факел» у Strange Tales № 112—113 (вересень-жовтень 1963), ввівши подругу-підлітка Факела з вищої школи Доріс Еванс; і, під власним іменем, запасного персонажа, члена Людей Ікс Ангела, який був у Marvel Tales і Ka-Zar. За словами тодішнього головного редактора Marvel Стена Лі, Сігелові «пощастило» і за кепського стану здоров'я того часу, тож він дав йому роботу коректора в Marvel, протягом якої Сігел написав історію Ангела.

### Archie Comics
Сігел працював на Archie Comics 1966 року над серіями, включно з «The Fly», «The Mighty Crusaders», «The Web» і «Steel Sterling», всі зіркові персонажі відроджені з 1940-х. Archie скасувало свою супергеройську лінію пізніше того ж року і Сігел пішов[джерело?].

### Військові журнали

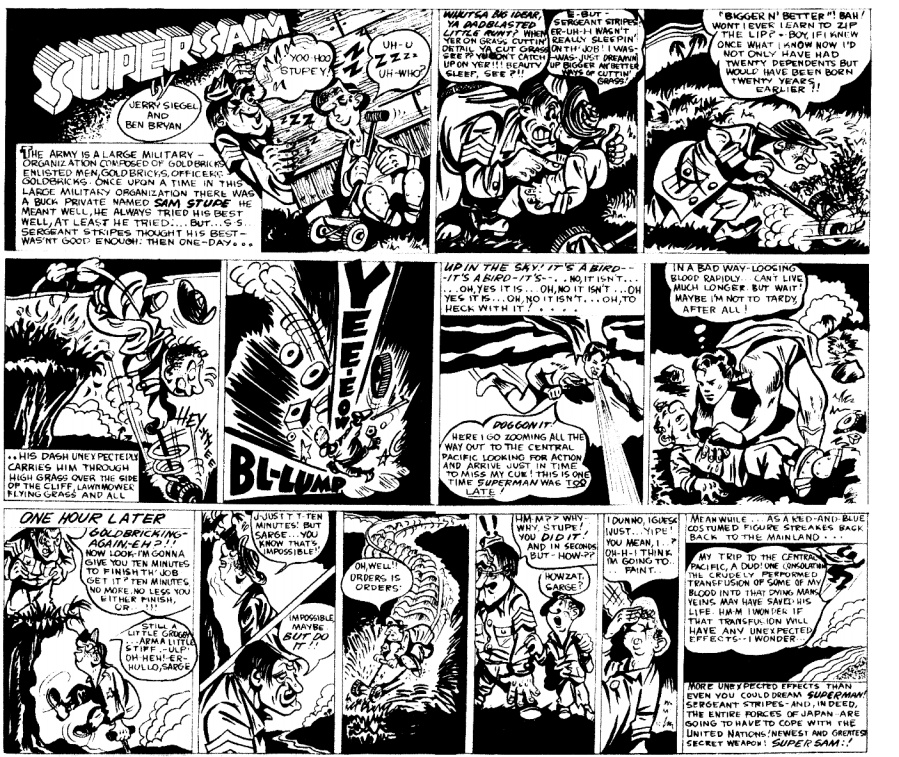
Перша шпальта «Super Sam» за участю несанкціонованої появи Супермена.

Коли Сігел служив у Армії (1943—1946), він був розміщений у Гонолулу, Гаваї, та писав для Stars and Stripes, «Midpacifican» і Yank, the Army Weekly — всі з них військові публікації, написані солдатами. У «Stars and Stripes» у нього була мала гумористична колонка під назвою «Take a Break wit T/5 Jerry Siegel». У «Midpacifican» він писав шпальту коміксу Super Sam, у якому рядовий Армії отримує суперсили після переливання крові від Супермена. Це не було дозволено DC Comics[джерело?].

### Різне
1956 року Сігел створив двох супергероїв для Charlton Comics: Mr. Muscles і Nature Boy. Серія «Mr. Muscles» тривала два номери, а «Nature Boy» — три.
1968 року він працював у Western Publishing, для якого він писав (разом із Карлом Барксом) історії у книзі коміксів Junior Woodchucks. У 1970-х він працював у Mondadori Editore (тогочасний італійський ліцензіат книг коміксів Disney) над її заголовком «Topolino», зазначений у газетах того періоду як сценарист (італ. soggettista e sceneggiatore).
У 1980-х він працював із Велом Маєріком над рисою «Старлінг», який з'явився у книзі коміксів Destroyer Duck. Проектована серія «The Starling» про жінку, що прагне виростити свого напівіншоплнетного shapeshifting сина після того, як його смертельний іншопланетний батько покинув їх, лишилась незавершеною через смерть Сігела 1996 року. Також у 1980-х Сігел писав для видавця коміксів Aardvark-Vanaheim.

## Родина
Сігел одружився з Беллою Ліфшіц 10 червня 1939 року. Вона була єврейкою з його нейборгуду Гленвіля. Від Белли у нього був син на ім'я Майкл (27 січня 1944 — 17 січня 2006). 1948 року Джеррі мав справу з давньою подругою на ім'я Джолан Ковакс. Джолан була лютеранкою та дочкою угорських іммігрантів. Вона та Джеррі вперше зустрілися в січні 1935 року, коли вона позувала для його колеги Джозефа Шустера. Вони знову зустрілися на костюмованому балі у Нью-Йорку у квітні 1948 року. Їхня справа була частиною причини розлучення Белли та Джеррі. У листопаді 1948 року Джеррі одружився з Джолан, яка змінила своє ім'я на «Джоанн Сігел». Пара оселилася на Лонг-Айленді. 1 березня 1951 року Джоанн народила їхню дочку Лауру. 1968 року вони переїхали до Каліфорнії, де вони залишалися до своєї смерті. Джоанн померла 12 лютого 2011 року[джерело?].

## Нагороди та відзнаки
- Inkpot Award, 1975
- Will Eisner Comic Book Hall of Fame, 1992
- Jack Kirby Hall of Fame, 1993
- The Bill Finger Award For Excellence in Comic Book Writing, 2005 (посмертно)
- Kimberly Avenue у Клівленді було перейменовано «Jerry Siegel Lane» 2009 року[28][29]

## Нотатки
1. ↑  National Allied Publications was founded in 1934 by Malcolm Wheeler-Nicholson. Due to financial difficulties, Wheeler-Nicholson formed a corporation with Harry Donenfeld and Jack Liebowitz called Detective Comics, Inc. It was under the DC label that Action Comics #1 (cover-dated June 1938) was published. In 1937, Wheeler-Nicholson sold his stake in National Allied Publications to Donenfeld and Liebowitz as part of a bankruptcy settlement. On September 30, 1946, these two companies merged to become National Comics Publications. In 1961, the company become known as National Periodical Publications. In 1967 National Periodical Publications was purchased by Kinney National Company, which later purchased Warner Bros.-Seven Arts and became Warner Communications. In 1977, National Periodical Publications changed its name to DC Comics, which had been its nickname since 1940.